# 村元絵美
村元 絵美（むらもと えみ）は日本のピアニスト、ピアノ指導者。北海道恵庭市出身。

## プロフィール
札幌大谷高等学校付属中学校、同高等学校音楽コースを経て、桐朋学園大学短期大学部芸術科音楽専攻ピアノコース卒業。
札幌市民芸術祭新人音楽会、アジア国際音楽コンサートゲスト出演、コンチェルト・ディ・フィオレンテにてオーケストラ共演など、多数の演奏会に出演。
札幌ルーテルホールにて村元絵美ピアノリサイタル〜虹色の草原〜を開催。
恵庭青年会議所主催「夢道教室」の講師として恵庭市の小中学校で「夢」についての講演と演奏を行う。出身地、恵庭市でのピアノソロリサイタルを開催。

## コンクール
- ピティナ・ピアノコンペティション　グランミューズ部門A1カテゴリー北海道予選優秀賞、東日本地区本選第1位、全国決勝大会第3位。
- 東京国際芸術協会新人演奏会にて審査員特別賞受賞。
- アジア国際音楽コンクール第2位入賞、ウィーンにて入賞者コンサートに出演。
- 万里の長城杯国際音楽コンクール第1位及び中国駐大阪総領事賞受賞。
- コンコルソ・ムジカ・アルテピアノソロ部門優秀大賞、デュオ部門金賞受賞。イタリア国際フェスティバルにて演奏。